# Winston-Salem Cycling Classic Women 2018
La 5e édition de la Winston-Salem Cycling Classic Women a eu lieu le 28 mai 2018. La course fait partie du calendrier international féminin UCI 2018 en catégorie 1.1. Elle est remportée par l'Américaine Lily Williams. 

## Présentation

### Équipes
| Équipes féminines professionnelles (6)- Astana Women's - Conceria Zabri-Fanini - Hagens Berman-Supermint - Rally - Tibco-Silicon Valley Bank - Unitedhealthcare Pro Cycling Team Équipe féminines amateur (15)- Colavita-Bianchi - Conade Visit Mexico - Desjardins Ford - Fearless Femme Racing - Feed Hungry Kids Project - Gray Goat Mobile - IS Corp-Progress Software - LA Sweat - Levine Law Group - Meteor-Intelligentsia - Ortho Carolina - Papa John’s - RoxSolt Attaquer - Team Colombia - Wolfpack |
| |

## Récit de la course
La météo est humide. Le parcours difficile crée une sélection dans le peloton. Les équipes Astana, Rally et Tibco se chargent de durcir la course. Sur les pentes de la Pilot View Street, Sofia Bertizzolo, Flavia Oliveira et Peta Mullens attaquent à vingt kilomètres du but. Cette dernière doit rapidement lâcher prise. Kirsti Lay fait alors le saut. Elles sont néanmoins reprises à huit kilomètres de la ligne. Heidi Franz, puis Lindsay Goldman-Bayer tentent ensuite leur chance, mais la course se joue dans la dernière ascension de la côte. Elles sont neuf en tête à sprinter pour victoire. Lily Williams s'impose de très peu devant Arlenis Sierra.

## Classements

### Classement final
| \| Classement général \| Classement général \| Classement général \| Classement général \| Classement général \| \| Coureuse \| Coureuse \| Pays \| Équipe \| Temps \| \| ------------------ \| ------------------ \| ------------------ \| ----------------------------- \| ------------------ \| \| 1re \| Lily Williams \| États-Unis \| Hagens Berman-Supermint \| 2 h 45 min 35 s \| \| 2e \| Arlenis Sierra \| Cuba \| Astana Women's Team \| + 0 s \| \| 3e \| Diana Peñuela \| Colombie \| UnitedHealthcare Women's Team \| + 0 s \| \| 4e \| Kirsti Lay \| Canada \| Rally Cycling \| + 0 s \| \| 5e \| Alison Jackson \| Canada \| Tibco-Silicon Valley Bank \| + 1 s \| \| 6e \| Flávia Oliveira \| Brésil \| Health Mate-Cyclelive Team \| + 1 s \| \| 7e \| Sofia Bertizzolo \| Italie \| Astana Women's Team \| + 4 s \| \| 8e \| Emma Grant \| Royaume-Uni \| Tibco-Silicon Valley Bank \| + 4 s \| \| 9e \| Jasmin Duehring \| Canada \| Sho-Air Twenty20 \| + 5 s \| \| 10e \| Jennifer Valente \| États-Unis \| Sho-Air Twenty20 \| + 14 s \| |                  |             |                               |                 |
| |                  |             |                               |                 |
| Source : ProCyclingStats |                  |             |                               |                 |
| Classement général |                  |             |                               |                 |
| Coureuse | Coureuse         | Pays        | Équipe                        | Temps           |
| 1re | Lily Williams    | États-Unis  | Hagens Berman-Supermint       | 2 h 45 min 35 s |
| 2e | Arlenis Sierra   | Cuba        | Astana Women's Team           | + 0 s           |
| 3e | Diana Peñuela    | Colombie    | UnitedHealthcare Women's Team | + 0 s           |
| 4e | Kirsti Lay       | Canada      | Rally Cycling                 | + 0 s           |
| 5e | Alison Jackson   | Canada      | Tibco-Silicon Valley Bank     | + 1 s           |
| 6e | Flávia Oliveira  | Brésil      | Health Mate-Cyclelive Team    | + 1 s           |
| 7e | Sofia Bertizzolo | Italie      | Astana Women's Team           | + 4 s           |
| 8e | Emma Grant       | Royaume-Uni | Tibco-Silicon Valley Bank     | + 4 s           |
| 9e | Jasmin Duehring  | Canada      | Sho-Air Twenty20              | + 5 s           |
| 10e | Jennifer Valente | États-Unis  | Sho-Air Twenty20              | + 14 s          |

### Points UCI
| Position           | 1er | 2e | 3e | 4e | 5e | 6e | 7e | 8e | 9e | 10e | 11e | 12e | 13e à 15e | 16e à 25e |
| Classement général | 125 | 85 | 70 | 60 | 50 | 40 | 35 | 30 | 25 | 20  | 15  | 10  | 5         | 3         |